# 南知多町立師崎中学校
南知多町立師崎中学校（みなみちたちょうりつ もろざきちゅうがっこう）は、かつて愛知県知多郡南知多町にあった公立中学校。
南知多町立みさき小学校校区の生徒が通学する。

## 沿革
- 1947年（昭和22年）4月1日 - 師崎町立師崎中学校として開校。本校は師崎町立大井小学校片名分校に設置され、師崎町立大井小学校、師崎町立師崎小学校に分教場を設置する。
- 1948年（昭和23年）9月 - 本校を大井小学校に移転する。師崎小学校に設置されていた分教場を廃止する。
- 1949年（昭和24年）2月 - 現在地に校舎が完成し、移転する。
- 1959年（昭和34年）
  - 5月 - 大井小学校の建物（柔道室、音楽室）を移築する。
  - 9月26日 - 伊勢湾台風により、校舎が全半壊する。大井小学校、師崎小学校などで分散授業を行う。
- 1960年（昭和35年）3月 - 新校舎（鉄筋コンクリート造）が完成する。
- 1961年（昭和36年）6月1日 - 内海町、豊浜町、師崎町、篠島村、日間賀島村が合併し、南知多町が発足する。同時に南知多町立師崎中学校に改称する。
- 1962年（昭和37年）3月 - 体育館が完成する。
- 1969年（昭和44年）2月 - 特別教室棟が火災により全焼する。
- 1970年（昭和45年）12月 - 特別教室棟（現・東特別教室棟）を再建する。
- 1972年（昭和47年）7月 - プールが完成する。
- 1974年（昭和49年）3月 - 校舎を増築する。
- 1983年（昭和58年）3月 - 西特別教室棟が完成する。
- 1990年（平成2年）2月 - 現在の体育館が完成する。
- 2023年（令和5年）3月 - 南知多町立内海中学校、南知多町立豊浜中学校、南知多町立日間賀中学校と統合されて閉校。4月には4中学校を統合した南知多町立南知多中学校が開校。

## 交通アクセス
- 知多バス師崎線「師崎中学校前」バス停より徒歩約3分。

## 周辺施設
- JAあいち知多みさき
- 聖崎公園
- 長谷崎
- チッタ・ナポリ